# Каденбах
Каденбах (њем. Kadenbach) општина је у њемачкој савезној држави Рајна-Палатинат. Једно је од 192 општинска средишта округа Вестервалд. Према процјени из 2010. у општини је живјело 1.396 становника. Посједује регионалну шифру (AGS) 7143039.

## Географски и демографски подаци
Каденбах се налази у савезној држави Рајна-Палатинат у округу Вестервалд. Општина се налази на надморској висини од 250 метара. Површина општине износи 4,4 km². У самом мјесту је, према процјени из 2010. године, живјело 1.396 становника. Просјечна густина становништва износи 314 становника/km².